# Bataille de Larache (1631)
Pour les articles homonymes, voir Bataille de Larache.
La bataille de Larache s'est déroulée le 7 février 1631, lorsque les forces de Sidi M'hamed el-Ayachi prennent en embuscade un détachement de la garnison espagnole de Larache.

## Contexte
En 1610, le Maroc est en pleine période d'anarchie saadienne. Mohammed ech-Cheikh el-Mamoun, battu dans une bataille par Zaidan el-Nasir, cède la ville de Larache aux Espagnols, en échange d'un soutien face à son rival.
Sidi M'hamed el-Ayachi, puissant chef de guerre, mène une lutte acharnée face aux Chrétiens dans les différentes places qu'ils occupent. Entre-temps, en 1627, il soutient la révolte des Andalous et Hornacheros, qui se révoltent contre le sultan et chassent les Saadiens de Salé, permettant la création de la République du Bouregreg, dont il devient un des principaux gouverneurs. El-Ayachi harcèle ainsi à de nombreuses reprises les Espagnols de Larache, qui subissent de nombreux revers.

## Déroulement
Le 7 février 1631, la garnison espagnole de Larache est attirée dans une embuscade par un espion arabe Ibn Aboud, agissant désormais comme agent double pour Sidi M'hamed el-Ayachi, et dont les Chrétiens avaient confiance. Ibn Aboud donne aux Espagnols une fausse information, leur assurant que des tribus arabes étaient campées aux bords de l'Oued Loukkos, et qu'une attaque à l'improviste leur apporteraient un gros butin. La garnison espagnole tente une sortie, mais est rapidement cernée dans une embuscade par les hommes d'El-Ayachi qui massacrent plus de 600 Espagnols, et ne laissent aucun survivant.

## Sources

### Sources bibliographiques
1. 1 2 3 4  Castries 1911, p. 195
2. ↑  Castries 1911, p. 189
3. ↑  Castries 1911, p. 191-192
4. ↑  R. Andrews 1991, p. 167
5. 1 2  Al Wafrani 1889, p. 442-443

#### Francophone
- Henry de Castries, Les sources inédites de l'histoire du Maroc. Archives et bibliothèques de France. Tome III., E. Leroux, 1911, 771 p. (lire en ligne)
- Mohammad al Saghir ben al Hadj ben Abd-Allah al Wafrani, Histoire de la dynastie Saadienne au Maroc : 1511-1670, Paris, E. Leroux, 1889, 560 p. (lire en ligne)

#### Anglophone
- (en) Kenneth R. Andrews, Ships, Money and Politics: Seafaring and Naval Enterprise in the Reign of Charles I, CUP Archive, 1991, 240 p. (lire en ligne)